# Elecciones presidenciales de Mauritania de 2019
Las elecciones presidenciales de Mauritania de 2019 tuvieron lugar el 22 de junio del mencionado año con el objetivo de renovar la presidencia de la República para el período 2019-2024, siendo la décima elección presidencial desde la independencia del país africano de Francia en 1960. El presidente incumbente, Mohamed Uld Abdelaziz, del partido Unión por la República (UPR) no tenía permitido presentarse a la reelección debido a que ya había cumplido dos mandatos en el cargo, y la constitución vigente solo autoriza al presidente a ser reelegido una vez, por lo que estas elecciones marcarían la primera transición pacífica entre dos presidentes electos desde la independencia.
Los comicios tuvieron lugar bajo una atmósfera tensa luego de los recientes enfrentamientos entre el gobierno de Abdelaziz y la oposición tras un intento fallido de Abdelaziz de buscar un referéndum que lo habilitara para buscar un tercer mandato. Mohamed Uld Ghazouani, candidato del oficialismo, obtuvo una cuestionada victoria con el 52.01% de los votos, una notoria disminución porcentual con respecto a la aplastante reelección de Abdelaziz cinco años atrás, pero de todas formas muy por encima del segundo candidato más votado, el activista contra la esclavitud Biram Dah Abeid, de la Iniciativa para el Resurgimiento del Movimiento Abolicionista (IRA), que logró el 18.58% de los votos, creciendo diez puntos con respecto a la elección anterior. El ex primer ministro Sidi Mohamed Uld Boubacar, quedó tercero con el 17.87% de los sufragios. La participación fue la más alta desde la llegada de Abdelaziz al poder, con un 62.66% de los votantes registrados emitiendo sufragio.
La oposición rechazó los resultados, denunciando fraude electoral y describiendo los comicios como "casi otro golpe de estado militar". El 1 de julio de 2019, el Consejo Constitucional de Mauritania confirmó a Ghazouani como presidente y rechazó una impugnación emitida por la oposición. La juramnetación de Ghazouani está programada para el 2 de agosto de 2019.

## Resultados
|  | 52.01 % |

|  | 18.58 % |

|  | 17.87 % |

|  | 8.71 % |

|  | 2.44 % |

|  | 0.40 % |

|  | 96.04 % |

|  | 3.96 % |

|  | 100.00 % |

|  | 62.66 % |